# Onthophagus acuticornis
Onthophagus acuticornis är en skalbaggsart som beskrevs av S. Endrödi 1973. Onthophagus acuticornis ingår i släktet Onthophagus och familjen bladhorningar. Inga underarter finns listade i Catalogue of Life.